# 11132 Horne
11132 Horne eller 1996 WU är en asteroid i huvudbältet som upptäcktes 17 november 1996 av den amerikanske astronomen Dennis di Cicco i Sudbury i Massachusetts. Den är uppkallad efter amatörastronomen Johnny Horne.
Asteroiden har en diameter på ungefär 13 kilometer och den tillhör asteroidgruppen Hygiea.